# أوروبا أوروبا
أوروبا أوروبا (بالإنجليزية: Europa Europa)‏ هو فيلم دراما تاريخي من إخراج آقنييسكا هولاند، صدر في 14 نوفمبر 1990.

## روابط خارجية
- أوروبا أوروبا على موقع IMDb (الإنجليزية)
- أوروبا أوروبا على موقع ميتاكريتيك (الإنجليزية)
- أوروبا أوروبا على موقع روتن توميتوز (الإنجليزية)
- أوروبا أوروبا على موقع نتفليكس (الإنجليزية)
- أوروبا أوروبا على موقع ألو سيني (الفرنسية)
- أوروبا أوروبا على موقع Turner Classic Movies (الإنجليزية)
- أوروبا أوروبا على موقع أول موفي (الإنجليزية)
- أوروبا أوروبا على موقع بوكس أوفيس موجو (الإنجليزية)
- أوروبا أوروبا على موقع فيلمافينيتي (الإسبانية)
- أوروبا أوروبا على موقع قاعدة بيانات الأفلام السويدية (السويدية)